# Max Drömmer
Max Drömmer (* 5. Januar 1927 in Traunstein als Max Käsbauer; † 12. Juli 2024) war ein deutscher Philosoph. Er war Professor für Philosophie, Logik und Wissenschaftstheorie der Universität München.

## Leben
Max Käsbauer studierte zunächst Klavier und Kontrapunkt am Salzburger Mozarteum, wechselte dann jedoch zur Philosophie. Am 16. Februar 1954 wurde er an der Universität Würzburg zum Dr. phil. promoviert mit einer Dissertation über Das Seiende „als Seiendes“ nach Theodoricus Teutonicus. Von 1960 bis 1965 war er als Assistent bei Wolfgang Stegmüller am Philosophischen Seminar II der Universität München tätig. 1961 habilitierte er sich dort mit einer nicht veröffentlichten Schrift über die Formalisierung von Existenzsätzen in den Fächern Philosophie, Logik und Grundlagenforschung. 1971 wurde er in München zum außerordentlichen Professor ernannt.
Seine Forschungsschwerpunkte waren Metamathematik, Spezialgebiete der Logik, allgemeine Wissenschaftstheorie, Wissenschaftstheorie der Physik und logisch-begriffliche Analyse der jeweils verwendeten Sprache.
1981 nahm er den Namen Drömmer an. Er lebte mit seiner Lebensgefährtin, der Philosophin Martine Nida-Rümelin, in München und Freiburg im Üechtland. Neben der Wissenschaft betätigte er sich als Maler, Zeichner, Autor und Komponist.

## Schriften (Auswahl)
- Das Seiende „als Seiendes“ nach Theodoricus Teutonicus. 1954, OCLC 73941961.
- Relativität und Realität. Zur Physik und Philosophie der allgemeinen und der speziellen Relativitätstheorie. Paderborn 2008, ISBN 978-3-89785-216-7.